# Слободка (Косовский район)
Слободка (укр. Слобідка) — село в Кутской поселковой общине Косовского района Ивано-Франковской области Украины.
У села протекает река Черемош. 
Население по переписи 2001 года составляло 811 человек. Занимает площадь 5,68 км². Почтовый индекс — 78662. Телефонный код — 03478.